# پرستون اسمیت
پرستون اسمیت (انگلیسی: Preston Smith; ۸ مارس ۱۹۱۲ – ۱۸ اکتبر ۲۰۰۳) سیاست‌مدار اهل ایالات متحده آمریکا بود.
او کارآفرین و سیاستمدار آمریکایی بود که از سال ۱۹۶۹ تا ۱۹۷۳ به عنوان چهلمین فرماندار تگزاس خدمت کرد. او که از اعضای حزب دموکرات بود، پیش از آن از سال ۱۹۶۳ تا ۱۹۶۹ به عنوان سی و پنجمین معاون فرماندار فعالیت کرده بود.
اسمیت ابتدا در سال ۱۹۴۴ به مجلس نمایندگان تگزاس و سپس در سال ۱۹۵۶ به سنای ایالتی تگزاس انتخاب شد. مراسم تحلیف اسمیت در ۲۱ ژانویه ۱۹۶۹، «طعم دشت جنوبی» را داشت. گروه مارش دانشگاه تگزاس تک، رژه را درست پشت سر مارشال و گارد پرچم هدایت می‌کرد. یک شوالیه نقاب‌دار سرخ‌پوست سوار بر اسب با گروه همراه بود. فرماندار و خانم اسمیت، هر دو فارغ‌التحصیلان دانشگاه تک، در یک خودروی روباز به دنبال می‌آمدند. دیگر اعضای خانواده اسمیت در رژه حضور داشتند و پس از آن‌ها، معاون فرماندار جدید، بن بارنز، می‌آمد. گروه موسیقی دبیرستان لامسا، زادگاه اسمیت، اولین گروه در میان گروه‌های دبیرستانی بود. قبل از مراسم تحلیف، که اولین مراسمی بود که در تاریخ تگزاس به صورت تلویزیونی پخش می‌شد، اسمیت با یک شام پیروزی ۲۵ دلاری در سالن اجتماعات شهرداری آستین، که اکنون مرکز هنرهای نمایشی لانگ نام دارد، مورد استقبال قرار گرفته بود.
در سال‌های ۱۹۷۱ و ۱۹۷۲، اسمیت درگیر طرح کلاهبرداری سهام رسوایی شارپ‌تاون شد که در نهایت منجر به سقوط او گردید. اسمیت در انتخابات مقدماتی دموکرات‌ها در سال ۱۹۷۲، برای سومین دوره فرمانداری تگزاس، از دالف بریسکوی یوالده شکست خورد.
پس از ترک سمت، اسمیت به لاباک، تگزاس بازگشت و در امور مدنی و تجاری فعال بود. اگرچه او در انتخابات فرمانداری تگزاس در سال ۱۹۷۸ تلاش کرد تا به سیاست بازگردد، اما در انتخابات مقدماتی شکست خورد.
در اواخر عمر، اسمیت ریاست هیئت هماهنگی آموزش عالی را بر عهده داشت. او در ۱۸ اکتبر ۲۰۰۳، در سن ۹۱ سالگی در لاباک، تگزاس درگذشت.